# Fernmeldemuseum Aachen

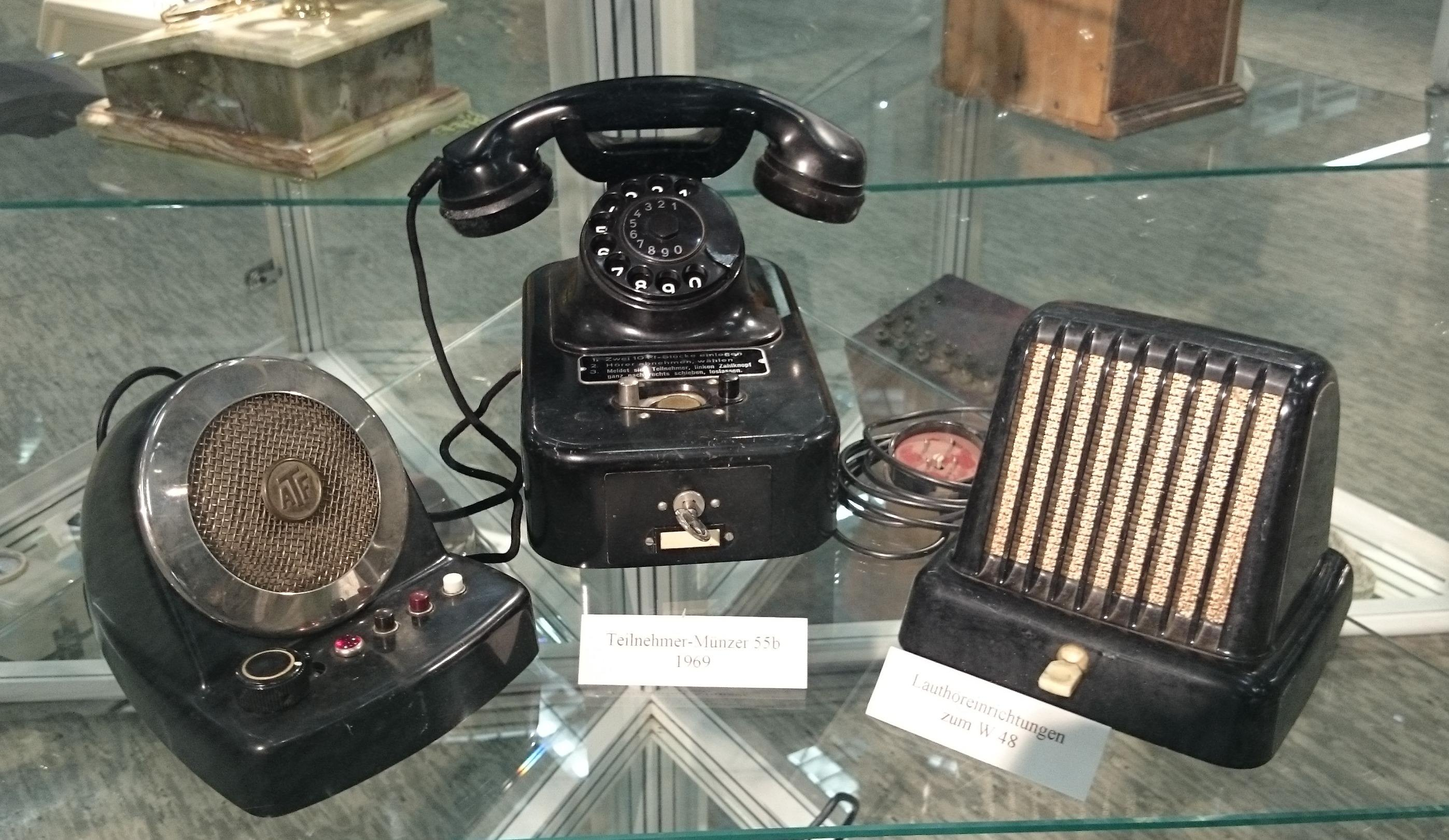
Lauthöreinrichtung und Münztelefon

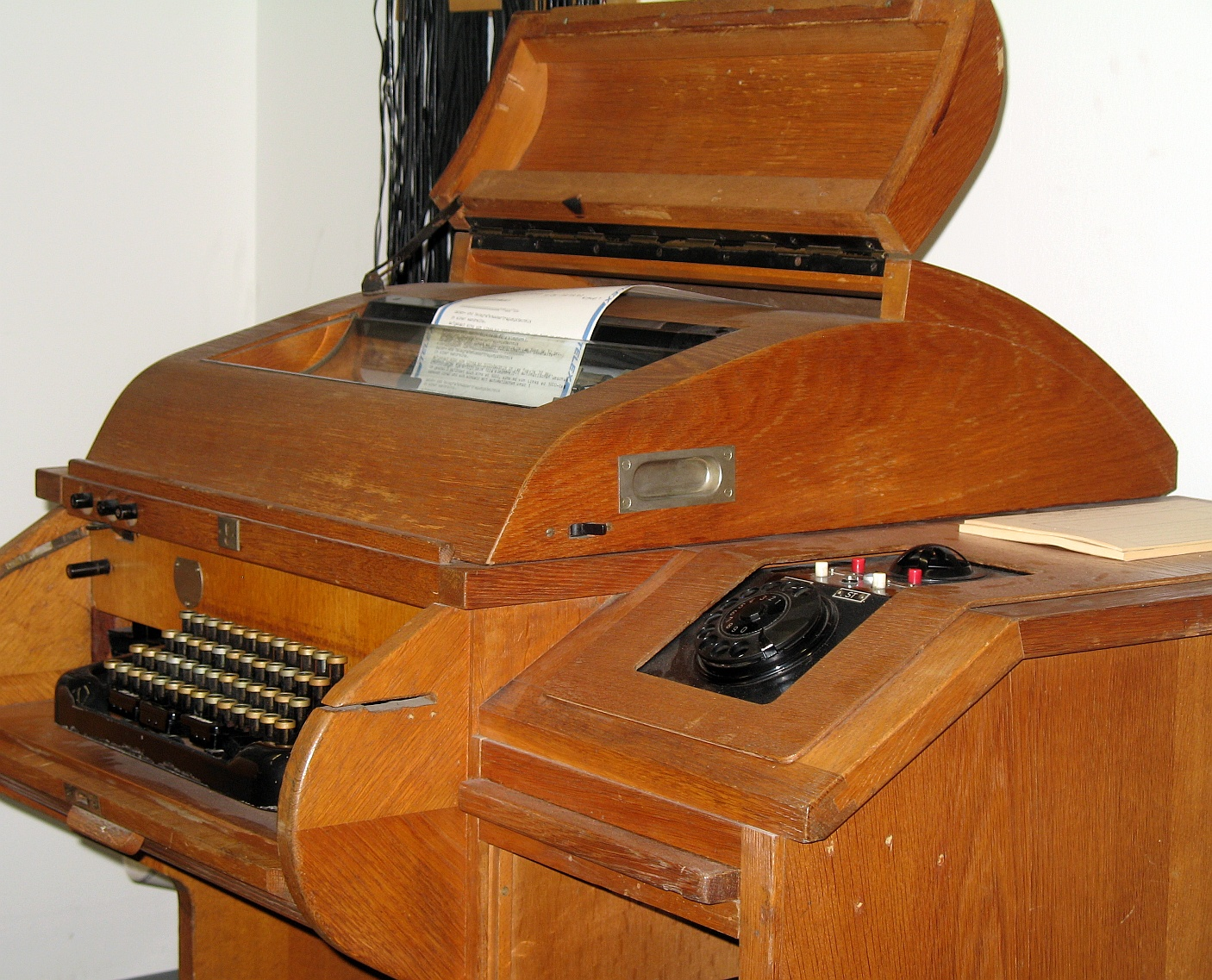
Fernschreiber

Das Fernmeldemuseum Aachen ist ein am 1. Juli 1997 gegründetes Museum in den Räumen der Telekom in Aachen, welches sich mit der Geschichte der Kommunikationstechnik auseinandersetzt. Auf einer Ausstellungsfläche von 360 m² zeigt das Museum nachrichtentechnische Systeme und Exponate aus den Jahren 1863 bis 1990, die überwiegend von der Deutschen Bundespost sowie ihren Vorgänger- und Nachfolgeorganisationen verwendet worden sind.
Als Höhepunkt der Sammlung gelten die technischen Einrichtungen, die nach der Wiedervereinigung Deutschlands im Rahmen der Aufbauhilfe Ost vom damaligen Fernmeldeamt Aachen in den Fernmeldeämtern Cottbus und Potsdam vorgefunden wurden. Diese im Westen schon lange nicht mehr gebräuchlichen Geräte wurden im Rahmen der technischen Erneuerung abgebaut und nach Aachen geschafft. Dies war der Ausgangspunkt der Initiative zum Aufbau des Fernmeldemuseums.
Geleitet wird das Museum von einem ehrenamtlichen Förderverein, der sich am 27. Juni 1996 konstituiert hat und am 23. Mai 1997 in das Vereinsregister eingetragen wurde. Mittlerweile gehören dem Verein rund 80 Mitglieder an.
Die Sammlung ist in folgende acht Themenkreise unterteilt:
- Ortsvermittlungstechnik
- Fernvermittlungstechnik
- Übertragungstechnik
- Funktechnik
- Linientechnik
- Endeinrichtungen
- Telegrafentechnik
- Entstörungsdienst